# Federico Pacifici
Federico Pacifici (Roma, 7 aprile 1955) è un attore e sceneggiatore italiano.

## Biografia
Si diploma all'Accademia nazionale d'arte drammatica nel 1978; da allora interpreta molti ruoli tra cinema, televisione, teatro e radio.
Tra le sue interpretazioni più interessanti c'è sicuramente quella del misterioso mostro di Firenze nell'omonimo e controverso film del 1986, diretto da Cesare Ferrario.
Ha preso parte anche ad altre interessanti produzioni cinematografiche italiane come L'odore della notte, Almost Blue, Diaz - Don't Clean Up This Blood, Vallanzasca - Gli angeli del male, Boris - Il film, e molte altre.
È stato anche diretto da registi stranieri come John Moore, Tom Tykwer e Mel Gibson, quest'ultimo lo ha diretto nel colossal La passione di Cristo.

## Filmografia parziale

### Cinema
- La caduta degli angeli ribelli, regia di Marco Tullio Giordana (1981)
- No grazie, il caffè mi rende nervoso, regia di Lodovico Gasparini (1982)
- Il morso del ragno, regia di Claude d'Anna (1983)
- Segreti segreti, regia di Giuseppe Bertolucci (1985)
- Il mostro di Firenze, regia di Cesare Ferrario (1986)
- Sembra morto... ma è solo svenuto, regia di Felice Farina (1986)
- La puttana del re, regia di Axel Corti (1990)
- La riffa, regia di Francesco Laudadio (1991)
- 18 anni tra una settimana, regia di Luigi Perelli (1991)
- La corsa dell'innocente, regia di Carlo Carlei (1992)
- Fluke, regia di Carlo Carlei (1995)
- La tregua, regia di Francesco Rosi (1997)
- The Eighteenth Angel, regia di William Bindley (1997)
- Una vacanza all'inferno, regia di Tonino Valerii (1997)
- Mare largo, regia di Ferdinando Vicentini Orgnani (1998)
- L'odore della notte, regia di Claudio Caligari (1998)
- Almost Blue, regia di Alex Infascelli (2000)
- Ilaria Alpi - Il più crudele dei giorni, regia di Ferdinando Vicentini Orgnani (2003)
- Il resto di niente, regia di Antonietta De Lillo (2004)
- La passione di Cristo (The Passion of the Christ), regia di Mel Gibson (2004)
- Omen - Il presagio (The Omen), regia di John Moore (2006)
- Hotel Meina, regia di Carlo Lizzani (2007)
- Il passato è una terra straniera, regia di Daniele Vicari (2008)
- La perfezionista, regia di Cesare Lanza (2008)
- No problem, regia di Vincenzo Salemme (2008)
- Stare fuori, regia di Fabio Massimo Lozzi (2008)
- The International, regia di Tom Tykwer (2009)
- Vallanzasca - Gli angeli del male, regia di Michele Placido (2010)
- Boris - Il film, regia di Giacomo Ciarrapico (2011)
- Diaz - Don't Clean Up This Blood, regia di Daniele Vicari (2012)
- Ti sposo ma non troppo, regia di Gabriele Pignotta (2014)
- Cuori puri, regia di Roberto De Paolis (2016)
- Havana Kyrie, regia di Paolo Consorti (2019)
- L'incredibile storia dell'Isola delle Rose, regia di Sydney Sibilia (2020)
- Il giudizio, regia di Gianluca Mattei e Mario Sanzullo (2021)
- Esterno notte, regia di Marco Bellocchio (2022)
- Orlando, regia di Daniele Vicari (2022)
- Il mio compleanno, regia di Christian Filippi (2024)
- Duse, regia di Pietro Marcello (2025)

### Televisione
- L'assassinio di Federico Garcia Lorca, regia di Alessandro Cane (1976)
- La morte al lavoro, regia di Gianni Amelio (1978)
- Le affinità elettive, regia di Gianni Amico – miniserie TV, episodi 1x01, 1x02, 1x03 (1978-1979)
- Parole e sangue, regia di Damiano Damiani – miniserie TV, episodio 1x03 (1982)
- Una tranquilla coppia di killer – serie TV, episodi 1x01, 1x03 (1982)
- Quei trentasei gradini, regia di Luigi Perelli – miniserie TV, episodio 1x06 (1984)
- Mosè, regia di Roger Young – miniserie TV (1995)
- Ultimo, regia di Stefano Reali – miniserie TV (1998)
- Vivere – soap opera (1999-2000) - ruolo: Saverio Lanci
- I giudici - Excellent Cadavers, regia di Ricky Tognazzi – film TV (1999)
- Distretto di Polizia – serie TV, episodio 6x17 (2006)
- Roma (Rome) – serie TV, episodio 2x02 (2007)
- R.I.S. - Delitti imperfetti – serie TV,  episodio 3x12 (2007)
- Don Matteo – serie TV, episodio 6x22 (2008)
- Crimini – serie TV, 2x06 (2010)
- R.I.S. Roma - Delitti imperfetti – serie TV, episodio 2x02 (2011)[1]
- Una pallottola nel cuore – serie TV, episodio 1x01 (2014)
- Non uccidere – serie TV, 15 episodi (2017)
- Gli orologi del diavolo, regia di Alessandro Angelini – miniserie TV, 4 episodi (2020)
- Il re – serie TV, 5 episodi (2024)
- Kostas – serie TV, episodio 1x06 (2024)